# Караул (Пермский край)
Караул — деревня в Бардымском районе Пермского края. Входит в состав Шермейской сельской территории.
По результатам переписи 2010 года численность населения составила 15 человек, в том числе 3 мужчины и 12 женщин.
В 2005 году численность населения составляла 24 человека.
Находится примерно в 21 км к северо-востоку от центра села Барда.